# George Moscone
George Richard Moscone (San Francisco, 24 novembre 1929 – San Francisco, 27 novembre 1978) è stato un politico statunitense.
Politico democratico e progressista, ricoprì la carica di sindaco di San Francisco, California, dal gennaio 1976 fino al suo assassinio, nel 1978, avvenuto per mano dell'ex consigliere comunale Dan White, contemporaneo a quello del consigliere comunale e attivista gay Harvey Milk.

## Biografia

### Origini e formazione
Di origini liguri, precisamente di Fontanarossa, Moscone nacque a San Francisco. I suoi genitori, George Joseph Moscone, una guardia carceraria del carcere di San Quintino, e Lena, una casalinga, erano entrambi cattolici. Quando era bambino assistette a un'esecuzione nel carcere in cui lavorava. Tale evento fu il motivo per cui, in futuro, diverrà un oppositore della pena di morte e un sostenitore dei diritti civili.
George Moscone frequentò la St. Brigid's ed in seguito il St. Ignatius College Preparatory, dove diventò un campione di basket. Dopo di che frequentò la University of the Pacific, dove fece amicizia con John L. Burton, il quale, più avanti, diventò un membro della Camera dei Rappresentanti. Si laureò in legge all Hastings College of the Law e nel 1954 incontrò e sposò Gina Bondanza.

### L'ingresso in politica
Il fratello di John Burton, membro del parlamento californiano, convinse Moscone a candidarsi per un seggio in quello stesso parlamento nel 1960, tra le file del Partito democratico. Nonostante la sconfitta, Moscone si assicurò un posto nel consiglio comunale della città di San Francisco nel 1963, all'interno del quale si distinse per le sue battaglie in difesa dei poveri e delle minoranze etniche. Nel 1966 Moscone fu eletto al Senato della California in rappresentanza del decimo distretto della Contea di San Francisco e, poco dopo, fu nominato dal suo partito leader della maggioranza.
Nel 1976 venne eletto sindaco di San Francisco contro il conservatore John Barbagelata con una differenza di 4270 voti. A Moscone è attribuito il merito di aver cambiato profondamente la città, aprendola alle istanze contemporanee e alle minoranze, e di essere stato uno dei primi sindaci americani a selezionare uomini e donne omosessuali per posizioni di governo. Assieme al consigliere e attivista gay Harvey Milk lavorò a un piano di trasporti pubblici gratuito e al welfare.

### L'attentato e la morte

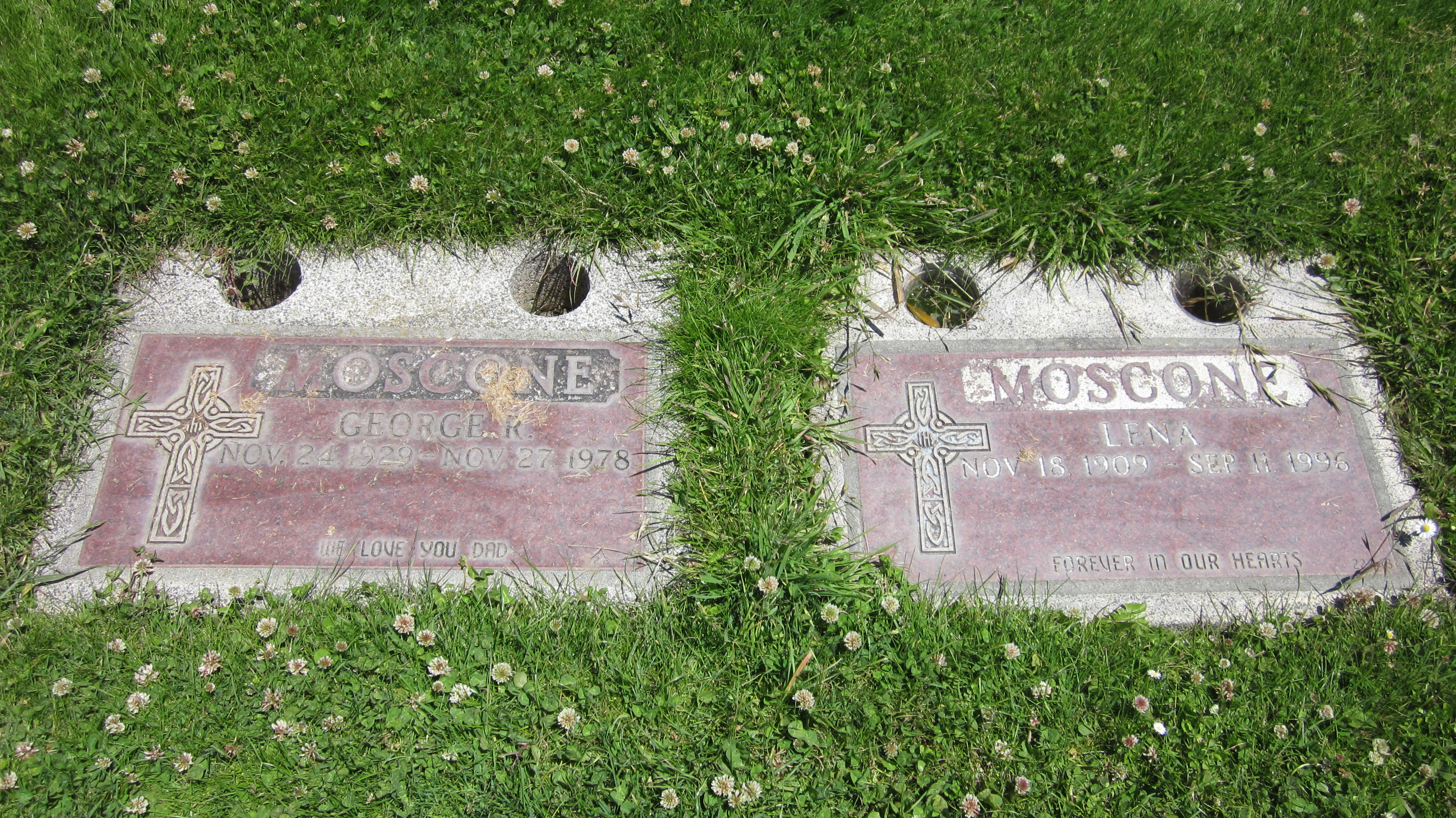
Le tombe di George Moscone e della madre Lena

Il sindaco Moscone fu ucciso con colpi di arma da fuoco nel suo ufficio da Dan White il 27 novembre 1978, in un assassinio in cui perse la vita anche Milk. A White venne concessa l'attenuante dell'infermità mentale e scontò sei anni di carcere. A George Moscone succedette la democratica e conservatrice Dianne Feinstein.
A Moscone è stato intitolato il Moscone Center, il più grande centro congressi di San Francisco.

## Nella cultura di massa
Il sindaco Moscone è interpretato nel film Milk del 2008 dall'attore Victor Garber.